# Miguel González (giocatore di baseball)
Miguel Ángel González Martín (Guadalajara, 27 maggio 1984) è un giocatore di baseball messicano di ruolo lanciatore, free agent dal 29 ottobre 2018.

## Carriera

### Gli inizi

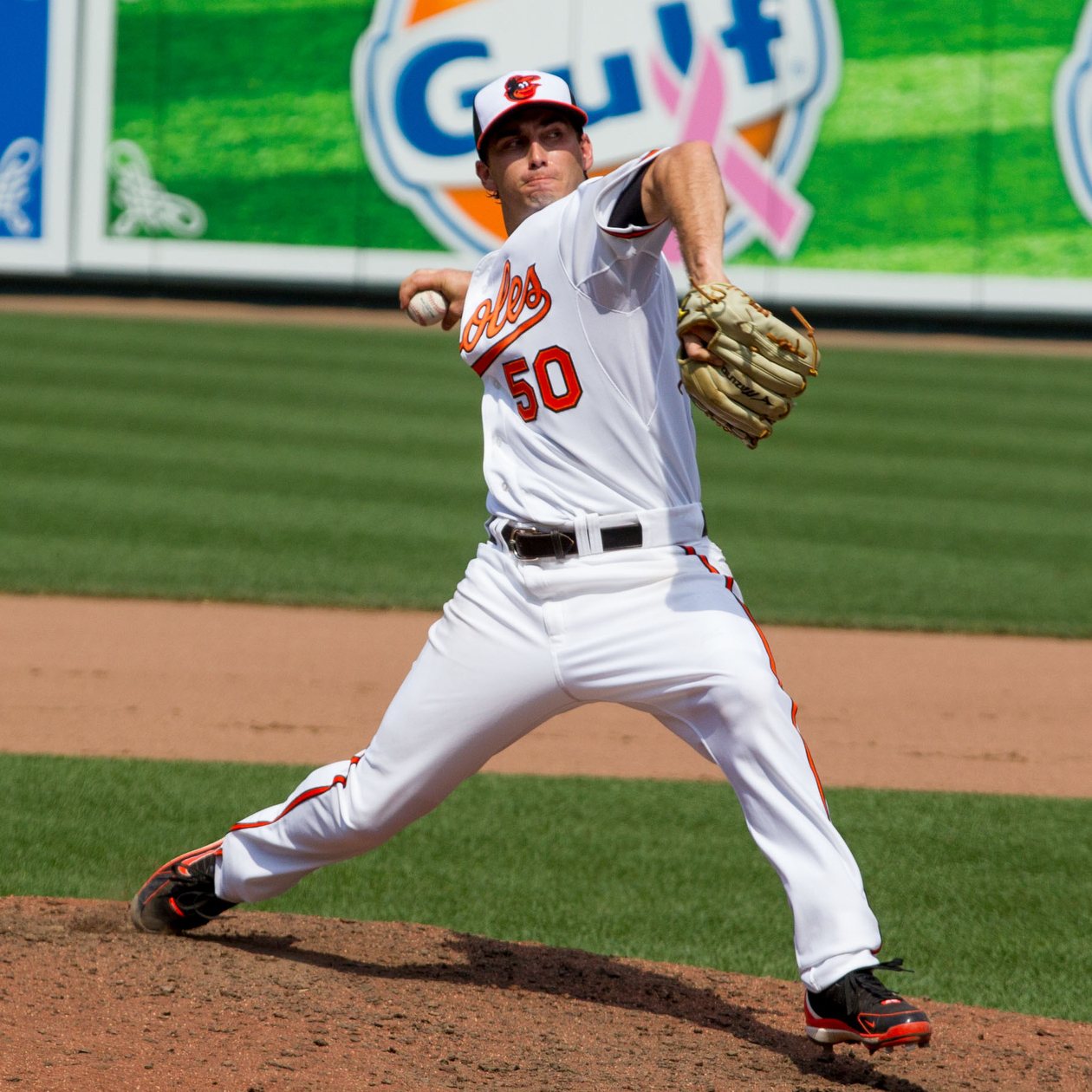
González con i Baltimore Orioles nel 2012

Miguel González firmò il suo primo contratto da professionista nel 2004 con i Los Angeles Angels of Anaheim. Passò le seguenti tre stagioni nelle varie leghe minori, di cui due con gli Arkansas Travelers della Texas League in Doppio A.
Nel 2008 fu selezionato nel draft della MLB dai Boston Red Sox, che decisero di mandarlo a giocare nella lega messicana con i Venados de Mazatlán. Nel 2010 e nel 2011 passò due stagioni nelle leghe minori, sempre in squadre dell'organizzazione dei Red Sox, che lo svincolarono al termine della stagione 2011.
Diventato free agent, il 4 marzo 2012 firmò un contratto con i Baltimore Orioles.

### Baltimore Orioles
Il debutto con gli Orioles e nella MLB è datato 29 maggio 2012, al Rogers Centre di Toronto, Canada contro i Toronto Blue Jays; ma la prima partita da lanciatore partente è datata 6 luglio 2012 contro i Los Angeles Angels of Anaheim dove González riuscì subito ad ottenere la sua prima vittoria in carriera, concedendo un punto in 7 inning totali lanciati.
La sua prima stagione da professionista si è chiusa con 9 vittorie e 4 sconfitte,  una media PGL (ERA) di 3.25 e 77 strikeout.
Il 4 aprile 2013 ha debuttato come lanciatore partente contro i Tampa Bay Rays dove ha lanciato per 6.1 inning concedendo 2 punti agli avversari e mettendo a segno 4 strikeout vincendo la sua prima gara stagionale. Il 1º aprile 2016 il giocatore lascia la formazione e diventa free agent.

### Chicago White Sox
Il 6 aprile 2016 González firma un contratto con i Chicago White Sox e viene assegnato alla squadra di MiLB Charlotte Knights. Il 10 maggio 2016 Gonzáles viene scelto come quinto lanciatore partente dei White Sox.

### Texas Rangers
Il 31 agosto 2017, I White Sox scambiarono González con i Texas Rangers in cambio del terza base Ti'Quan Forbes. Divenne free agent il 2 novembre.

### Ritorno ai White Sox
González firmò l'11 gennaio 2018, nuovamente con i Chicago White Sox, un contratto di un anno per 4.75 milioni di dollari. Divenne free agent al termine della stagione, il 29 ottobre.

## Nazionale
Con la nazionale di baseball del Messico ha disputato il World Baseball Classic 2017.